# Campionati europei di pugilato dilettanti 1977
I Campionati europei di pugilato dilettanti maschili 1977 si sono tenuti a Halle, Germania Est, dal 28 maggio al 5 giugno 1977. È stata la 22ª edizione della competizione biennale organizzata dall'EABA. 146 pugili da 23 Paesi hanno partecipato alla competizione.

## Risultati
| Categoria                   | Oro                                  | Argento                             | Bronzo                                                    |
| --------------------------- | ------------------------------------ | ----------------------------------- | --------------------------------------------------------- |
| Pesi minimosca (kg 48)      | Henryk Średnicki Polonia             | Georgi Georgiev Bulgaria            | Anatoliy Kluyev Unione Sovietica Philip Sutcliffe Irlanda |
| Pesi mosca (kg 51)          | Leszek Błażyński Polonia             | Aleksandr Tkačenko Unione Sovietica | Plamen Kamburov Bulgaria Nuri Eroğlu Turchia              |
| Pesi gallo (kg 54)          | Stefan Förster Germania Est          | Teodor Dinu Romania                 | Manfred König Germania Ovest Dimitar Pechlivanov Bulgaria |
| Pesi piuma (kg 57)          | Richard Nowakowski Germania Est      | Roman Gotfryd Polonia               | Viktor Rybakov Unione Sovietica Tidi Tudor Romania        |
| Pesi leggeri (kg 60)        | Ace Rusevski Jugoslavia              | Christian Zornow Germania Est       | René Weller Germania Ovest Abdel Kerzazi Francia          |
| Pesi superleggeri (kg 63.5) | Bogdan Gajda Polonia                 | Ulrich Beyer Germania Est           | Calistrat Cuțov Romania Memet Bogujevci Jugoslavia        |
| Pesi welter (kg 67)         | Valeriy Limassov Unione Sovietica    | Karl-Heinz Krüger Germania Est      | Vasile Cicu Romania Plamen Jankov Bulgaria                |
| Pesi superwelter (kg 71)    | Viktor Savchenko Unione Sovietica    | Markus Intlekofer Germania Ovest    | Jerzy Rybicki Polonia Kalevi Marjamaa Finlandia           |
| Pesi medi (kg 75)           | Leonid Shaposhnikov Unione Sovietica | Bernd Wittenburg Germania Est       | Ilja Angelov Bulgaria Svatopluk Žáček Cecoslovacchia      |
| Pesi mediomassimi (kg 81)   | David Kavachadze Unione Sovietica    | Ottomar Sachse Germania Est         | Ion Györfi Romania Rauno Pellikainen Finlandia            |
| Pesi massimi (kg 81 +)      | Yevgeniy Gorstkov Unione Sovietica   | Jürgen Fanghänel Germania Est       | Mircea Şimon Romania Atanas Suvandshijev Bulgaria         |

## Medagliere
| Posizione | Paese            | Oro | Argento | Bronzo | Totale |
| --------- | ---------------- | --- | ------- | ------ | ------ |
| 1         | Unione Sovietica | 5   | 1       | 2      | 8      |
| 2         | Polonia          | 3   | 1       | 1      | 5      |
| 3         | Germania Est     | 2   | 6       | 0      | 8      |
| 4         | Jugoslavia       | 1   | 0       | 1      | 2      |
| 5         | Bulgaria         | 0   | 1       | 5      | 6      |
| 5         | Romania          | 0   | 1       | 5      | 6      |
| 7         | Germania Ovest   | 0   | 1       | 2      | 3      |
| 8         | Finlandia        | 0   | 0       | 2      | 2      |
| 9         | Cecoslovacchia   | 0   | 0       | 1      | 1      |
| 9         | Francia          | 0   | 0       | 1      | 1      |
| 9         | Irlanda          | 0   | 0       | 1      | 1      |
| 9         | Turchia          | 0   | 0       | 1      | 1      |
|           | Totale           | 11  | 11      | 22     | 44     |